# Проведитор
Проведитор (итал. Provveditore) — должность в Венецианской республике. Проведитор был гражданским официальным лицом, призванным наблюдать за действиями капитана наемников, которые нанимались республикой.
Должность была в значительной степени административной. Тем не менее, некоторые проведиторы, например Андреа Гритти, были вынуждены под давлением обстоятельств брать на себя непосредственное командование войсками во время войн.